# Thomas Birch Freeman
Thomas Birch Freeman (* 6. Dezember 1809 in Twyford, Hampshire; † 12. August 1890 in Accra, Ghana) war ein Missionar der methodistischen Kirche in Westafrika.

## Leben
Thomas Birch Freeman war der Sohn des befreiten Sklaven Thomas Freeman und seiner englischen Frau Amy Birch, einer Landarbeiterin. Zunächst arbeitete Freeman als Gärtner und Botaniker für einen Landbesitzer, verlor jedoch seine Anstellung aufgrund seiner Zugehörigkeit zu einer methodistischen Gemeinde. Daraufhin trat er der „Wesleyan Methodist Missionary Society“ bei, um zukünftig als Missionar in Westafrika zu arbeiten. Im Jahr 1837 reiste Freeman an die Goldküste (etwa das heutige Ghana) aus, erreichte seinen Bestimmungsort jedoch erst im Frühjahr des Jahres 1838.
Die Missionsstation war von Afrikanern gegründet worden, litt aber unter der hohen Sterblichkeit der Missionare. Freemans Bestrebung war, die Arbeit der Mission in das Gebiet der Ashanti auszudehnen. 1842 folgte er einer Bitte der Yoruba, einer afrikanischen Volksgruppe, und ging nach Abeokuta im westlichen Nigeria. Aus diesem Besuch gründete sich die „Yoruba-Mission“. Eine Reise nach Dahomey nutzte Freeman, um mit Herrscher Gezo über das Ende des Sklavenhandels zu verhandeln. Die Ausweitung der Missionstätigkeit scheiterte aufgrund finanzieller Schwierigkeiten und führte schließlich 1857 zum Rücktritt Freemans, dem man Missmanagement vorwarf. Er nahm daraufhin eine Anstellung bei der Regierung der Goldküste an. Drei Jahre später, im Jahr 1860, wurde er wegen Unvermögen im Umgang mit den Finanzen aus dieser Stelle wieder entlassen. Fortan arbeitete er erneut als Gärtner, bis er im Jahr 1873 eine Anstellung in Anomabu (Nigeria) als methodistischer Prediger erhielt, die er sechs Jahre lang bekleidete. Von 1873 bis zu seinem Tod im Jahr 1890 arbeitete und lebte Freeman in Accra.